# Refrigeração solar

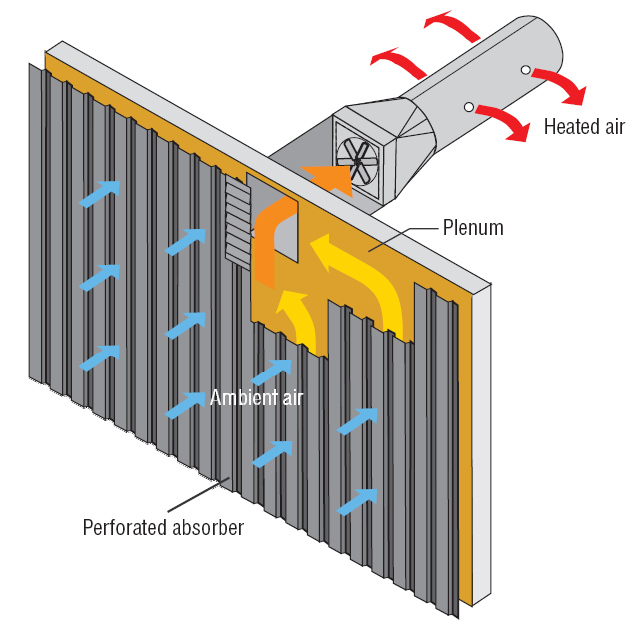
Imagem ilustrativa que reproduz a ação de refrigeração solar

Refrigeração solar refere-se a qualquer sistema de condicionamento de ar (refrigeração) que utiliza a energia solar.

## Fundamentos
As possibilidades tecnológicas de uso da radiação solar para fins de refrigeração são basicamente duas, que se distinguem uma da outra conforme o modo como essa energia intervém no ciclo: na forma de trabalho ou de calor.
O primeiro caso refere-se a ciclos de compressão de vapor, nos quais o trabalho de entrada é fornecido pela conversão fotovoltaica da energia solar (transformação direta dos raios solares em eletricidade); o segundo refere-se a ciclos de sorção, nos quais o calor de regeneração é suprido pela energia térmica proveniente da radiação solar.

## Refrigeração por compressão de vapor
A tecnologia de refrigeração baseada no ciclo de compressão de vapor utiliza energia mecânica, geralmente fornecida por um compressor elétrico. Nesse caso, o sistema de refrigeração solar requer a geração de eletricidade, a qual é produzida em painéis de células fotovoltaicas.

## Refrigeração por sorção
As principais técnicas de refrigeração baseadas em ciclos de sorção são as de absorção líquida, absorção sólida (termoquímica) e adsorção física (adsorção). As duas primeiras são comumente denominadas refrigeração por absorção. A técnica de refrigeração por adsorção baseia-se em interações entre uma substância gasosa (fluido refrigerante) e um meio poroso adsorvente, no qual as forças envolvidas são essencialmente de superfície, ou forças de Van der Waals.

### Tecnologia de refrigeração solar
Em qualquer tipo de sistema de refrigeração solar por sorção, o equipamento usado é do tipo fototérmico, denominado coletor solar. Esse dispositivo de conversão termossolar pode estar ou não integrado ao sistema de sorção. No primeiro caso, a radiação solar incide diretamente no produto (solução líquida, composto sólido ou adsorvente impregnado) que requer calor para sua regeneração. No segundo caso, o coletor solar – ou um campo de coletores – constitui um componente a parte, o qual é responsável pelo aquecimento de água (ou outro fluido), a qual vai fornecer o calor necessário ao processo de regeneração do ciclo de refrigeração por sorção.
A tecnologia solar aplicada à refrigeração mais referenciada na literatura especializada diz respeito ao ciclo termodinâmico de adsorção. Outra possibilidade de aproveitamento da energia solar para acionar sistemas de refrigeração por adsorção é o seu uso combinado com calor de processo ou residual.

#### Tecnologias testadas
O grupo de pesquisa Adsorption, pertencente ao LIMSI – laboratório francês associado ao CNRS – coordenado pelo professor Francis Meunier, foi um dos pioneiros mundiais no desenvolvimento de sistemas de refrigeração solar por adsorção. As pesquisas duraram cerca de 20 anos: de meados dos anos 70 até meados dos anos 90.
Os primeiros protótipos de refrigeradores solares autônomos desenvolvidos pelo LIMSI/CNRS começaram a ser testados no final dos anos 70, comprovando-se sua viabilidade técnica para uso em zonas remotas isoladas com elevada incidência de radiação solar.
Na década de 80, uma empresa francesa fabricou em escala industrial esse tipo de refrigerador, com vistas ao mercado de países do Norte da África. Embora o equipamento fosse tecnologicamente viável, a inexistência de condições mercadológicas favoráveis nos países de maior incidência solar determinou a interrupção de sua comercialização. Mesmo assim, as pesquisas do LIMSI/CNRS com refrigeradores solares de adsorção continuaram, visando melhorar sua performance e baratear os custos de fabricação.
A partir do ano 2000, pesquisadores do Laboratório de Energia Solar (LES) da Universidade Federal da Paraíba (UFPB), em parceria com pesquisadores franceses que fizeram parte do grupo Adsorption, deram prosseguimento à pesquisa aplicada em refrigeração solar por adsorção, com o desenvolvimento de uma máquina de fazer gelo integrada a um coletor solar versátil, de baixo fator de concentração, capaz de produzir – em uma dada etapa do ciclo – temperaturas de regeneração mais elevadas e, em uma etapa posterior, resfriar-se com maior eficácia. A placa absorvedora de radiação solar do coletor desenvolvido pelo LES/UFPB consiste de um conjunto de tubos contendo o material adsorvente – denominado adsorvedor – com 1 m2 de área projetada. Em um dia de céu limpo em João Pessoa, o protótipo do refrigerador solar produziu 6 kg de gelo a uma temperatura de –3,3oC.

#### Alternativa ecológica aos sistemas de compressão de vapor
Em escala planetária, para cada unidade de energia transferida ao evaporador de um sistema de refrigeração por compressão de vapor uma quantidade equivalente de energia é consumida em usinas termoelétricas. Isto significa que uma quantidade importante de CO2 é descarregada na atmosfera do planeta por equipamentos convencionais de refrigeração. Assim, os sistemas de refrigeração por adsorção podem ser uma alternativa tecnológica interessante, especialmente aos equipamentos que utilizam fluidos agressivos ao meio ambiente.
Outro problema que pode ser mitigado com o uso de tecnologia solar para produzir refrigeração é a formação de “ilhas de calor” em aglomerados urbanos devido, entre outros fatores, aos materiais utilizados nas edificações e pavimentação, que provocam uma diminuição do albedo.